# Hild & Kaltwasser
Hild und Kaltwasser war ein deutsches Architekturbüro, das im Jahr 1992 von Andreas Hild und Tillmann Kaltwasser in München gegründet wurde.

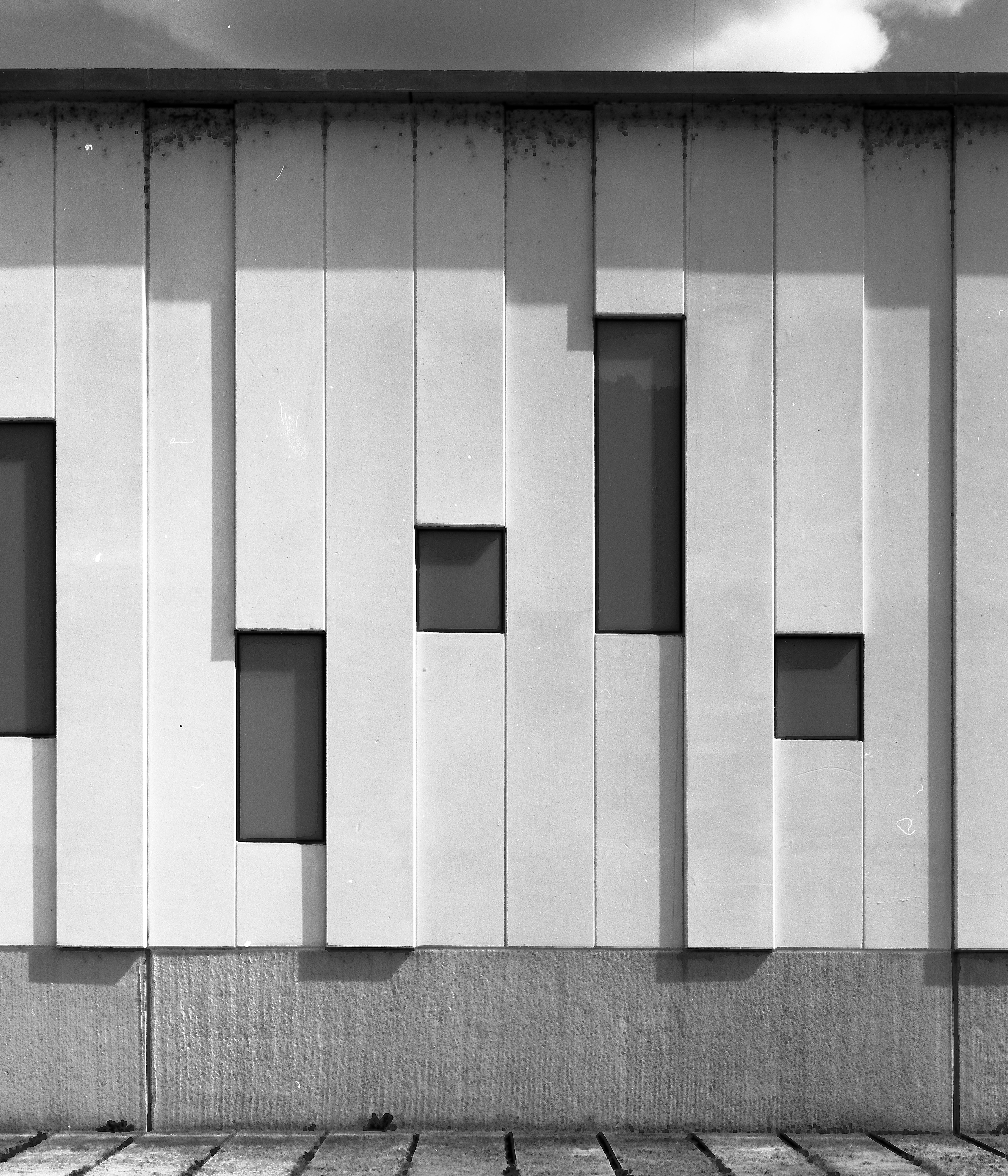
Lagerhalle Kemeter, Eichstätt

## Geschichte
1992 gründeten Andreas Hild und Tillmann Kaltwasser das Architekturbüro Hild und Kaltwasser in München. Nach dem plötzlichen Tod von Kaltwasser änderte Hild im Jahr 1999 den Namen auf Hild und K. Die beiden Frühwerke der Münchner Architekten Hild und Kaltwasser sind zwei Objekte in Eichstätt, der Neubau einer Lagerhalle im Sollnau und eine Aufstockung eines Fachwerkhauses in der Altstadt.

## Partner
Andreas Hild (* 18. November 1961 in Hamburg) studierte Architektur an der TU München und an der ETH Zürich (1983–88), unter anderem bei Miroslav Šik und Fabio Reinhart. Nach dem Diplom bei Rudolf Wienands lehrte er bei Rudolf Wienands an der TU München (1991–96), als Vertretungsprofessor an der Universität Kaiserslautern (1996–98) und an der FH München (1999–2001), als Gastprofessor an der HfbK Hamburg (2003–04), als Professor an der TU Graz (2005–06) und an der TU Darmstadt (2008–09) und seit 2013 als Professor an der TU München. Hild war von 2017 bis 2022 Dekan der Fakultät für Architektur der TU München.
Tillmann Kaltwasser (* 1. November 1959 in München; † Juni 1998 ebenda) studierte Architektur an der TU München (1980–87) und diplomierte bei Rudolf Wienands. Anschließend arbeitete er bis 1992 bei Wienands und Partner. 1998 verstarb er im Alter von 38 Jahren.

## Bauwerke

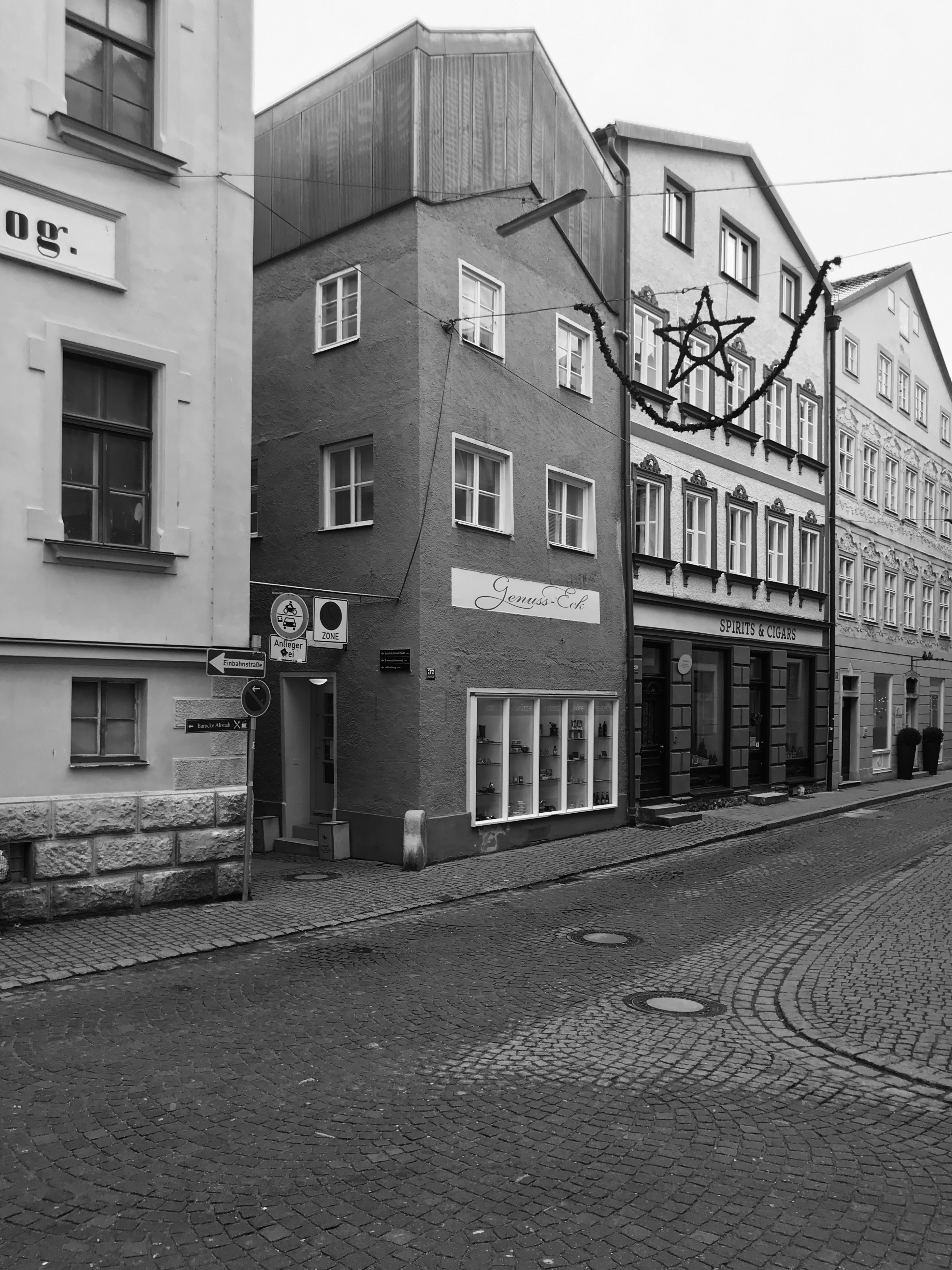
Aufstockung Haus Bonnin, Eichstätt

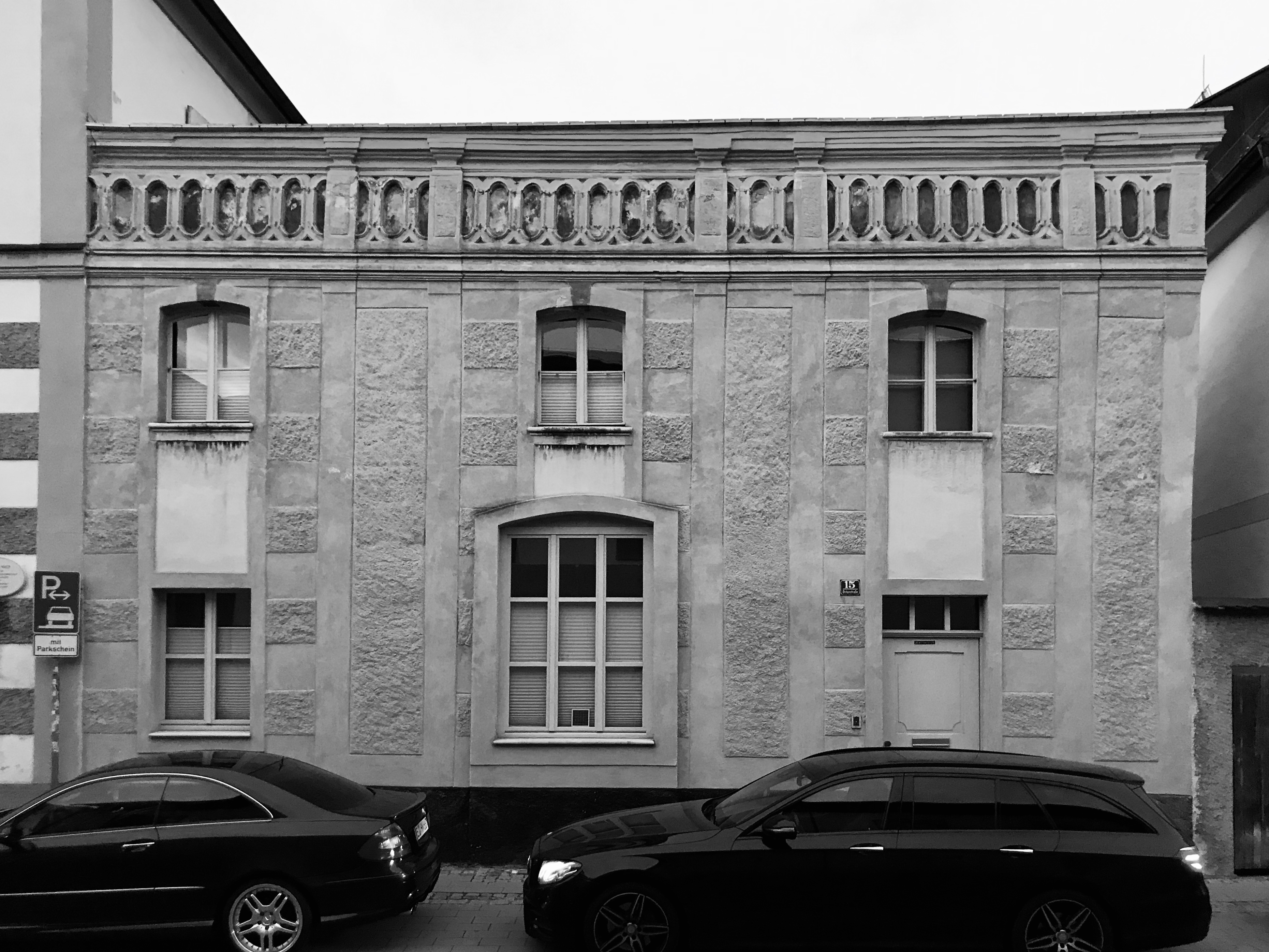
Ostenstraße 15, Eichstätt

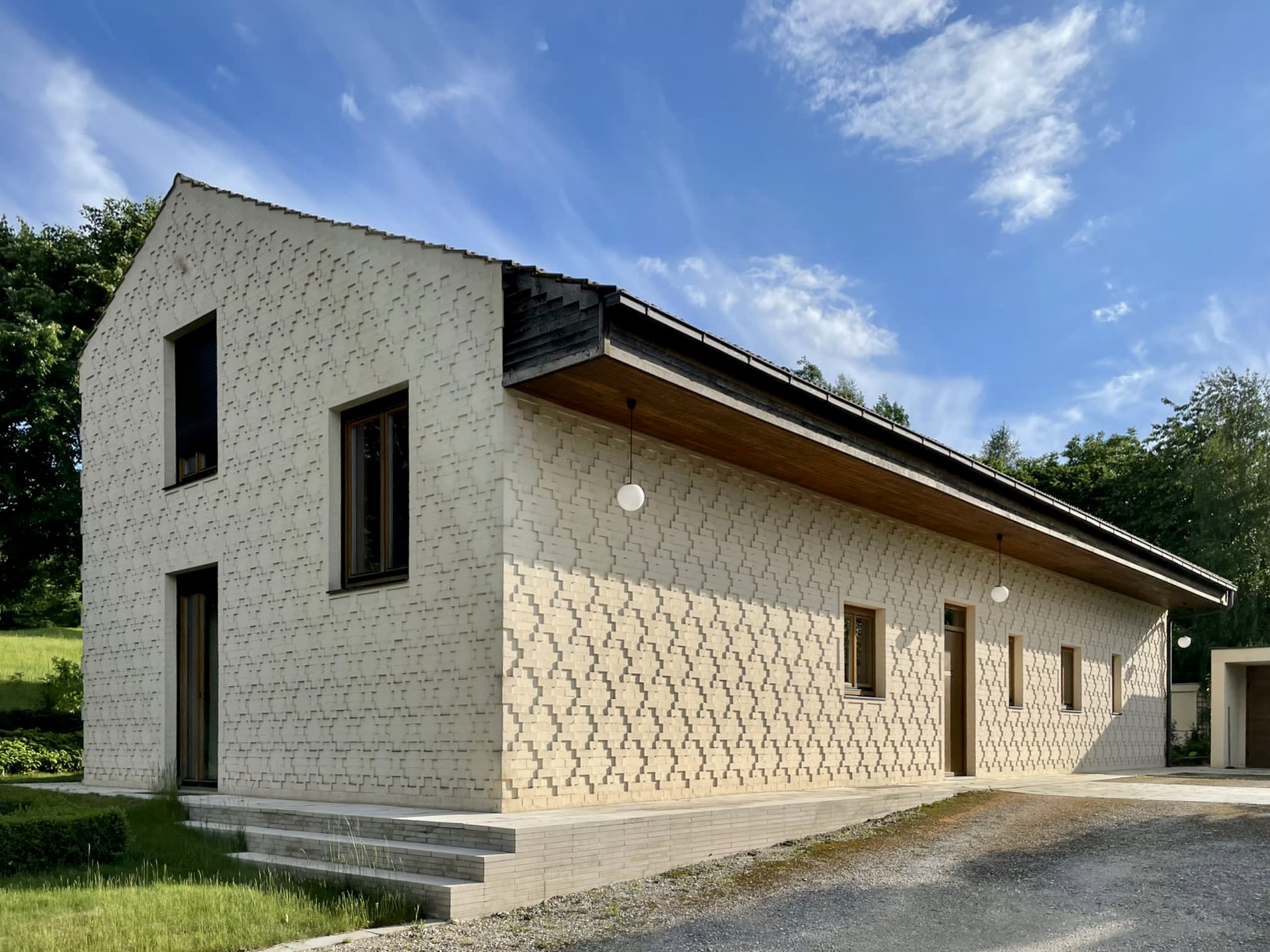
Haus Schwartz, Rudelzhausen

- 1994: Aufstockung Haus Wolf, München
- 1993–95: Lagerhalle Kemeter, Eichstätt[2]
- 1995: Aufstockung Haus Bonnin, Eichstätt[3]
- 1996: Wertstoffsammelstelle, Landshut
- 1996: Verlagskantine Callwey, München
- 1997: Wartehaus am Ländtorplatz, Landshut[4]
- 1993–97: Sozialwohnanlage, Kempten
- 1996–98: Kleines Theater – Kammerspiele, Landshut
- 1997–99: Umbau Ostenstraße 15, Eichstätt
- 1998–99: Fassadensanierung, Berlin
- 1997–00: Haus Schwartz, Rudelzhausen

## Auszeichnungen und Preise
- 1993: 1. Preis Europan 1
- 1995: Nominierung – Förderpreis für Architektur der Landeshauptstadt München
- 1996: Das Goldene Haus für Aufstockung Haus Wolf, München
- 1997: Lobende Erwähnung – Architekturpreis Beton für Verkaufs- und Lagerhalle Farben Kemeter, Eichstätt[5]
- 1998: Anerkennung – Deutscher Städtebaupreis für Kleines Theater, Landshut
- 1999: Deutscher Fassadenpreis für vorgehängte hinterlüftete Fassaden für Sozialwohnanlage, Kempten
- 1999: Deutscher Licht-Architekturpreis für Kleines Theater, Landshut[6]
- 1999: BDA-Preis Bayern für Wartehaus am Ländtorplatz, Landshut und Kleines Theater – Kammerspiele, Landshut[7]
- 1999: Anerkennung – Deutscher Architekturpreis für Kleines Theater – Kammerspiele, Landshut[8]
- 2000: Prämierung – Thomas Wechs Preis für Sozialwohnanlage, Kempten
- 2000: Architekturpreis Ziegelforum für Haus Schwartz, Aggstall[9]

## Ehemalige Mitarbeiter und Assistenten
- 1994–1998: Dionys Ottl
- 1998–2001: Dirk Bayer